# Гадиев, Цомак Секаевич
Цома́к Сека́евич Га́диев (осет. Гӕдиаты Секъайы фырт Цомахъ, Юрий Миха́йлович Га́диев; 14 января 1882 — 24 октября 1931) — осетинский писатель, борец за советскую власть.

## Биография
Родился 14 января 1882 года в горном селении Ганис в Кудском ущелье. Его отец, Сека Куцриевич Гадиев, также был известным писателем. Детство и юность провёл на территории нынешней Северной Осетии.
В 1889 году поступил в Гизельскую сельскую школу, с 1892 по 1897 год учился во Владикавказском духовном училище, с 1897 по 1903 год — в Ставропольском духовном училище, затем учился в Дерптском (ныне — Тартуском) университете. Принимал участие в создании осетинской газеты «Ног цард» (вышло 17 номеров, после чего власти закрыли газету). В период учёбы в Ставропольском духовном училище написал свои первые стихи: «Тохы хъӕр» («Клич борьбы»), «Фӕдис» («Набат»), «Адӕм» («Народ»), которые были впоследствии опубликованы в газете «Ног цард» в 1907 году. После закрытия газеты вернулся в Тарту.
7 марта 1908 года был арестован за революционную деятельность, в 1910 году сослан в Сибирь на вечное поселение. В эти годы он написал стихотворный цикл «Тюремные записки» («Ахӕстоны фыстытӕ»); «Луч солнца» («Хурытын»), «Голубь» («Бӕлон»), «Зависть» («Хӕлӕг»), «Сон» («Фын»), «К моему брату», («Ме ’фсымӕрмӕ»), «Наступила ночь» («Ӕрӕхсӕв»). Также в период ссылки в Сибири написал повесть «Подаванец», рассказы «На месте причисления», «Товарищ Мазай», «Ванина болезнь», «Музыка».
Также им были созданы лирические произведения: «Записки о Цейском ущелье» («Цъӕйы комы фыстытӕ»), стихи в прозе «Два цветка» («Дыууӕ дидинӕджы»), «Паук и пчела» («Хӕлуарӕг ӕмӕ мыдыбындз»), а также трагедия «Ос-Багатар» («Ос-Бӕгъатыр», 1929) и драма «Идущие к счастью» («Амондмӕ цӕуджытӕ», 1925), рассказы «Бремя жизни» («Царды уӕз»), повесть «Честь предков» («Фыдӕлты намыс», 1930) и др. Трагедия «Ос-Багатар» стала первой попыткой стихотворной драматургии с историческим сюжетом в осетинской литературе.
В 1917 году был освобождён и вернулся в Северную Осетию. Являлся председателем осетинского народного Совета и его исполкома, заместителя Народного комиссара просвещения Терской Советской Республики (1918—1919).
После 1920 года работал заместителем председателя Владикавказского ревкома, заведующим облоно, редактором газеты «Рӕстдзинад» («Правда»), ректором Северо-Кавказского горского педагогического института, директором Северо-Осетинского научно-исследовательского института.
Скончался в 1931 году. Перезахоронен на Аллее Славы во Владикавказе. Его могила является памятником истории культурного наследия федерального значения.

## Память
- Имя Цомака Гадиева носит улица во Владикавказе.